# Tachydromia
Tachydromia — рід двокрилих комах родини Hybotidae. Включає 41 вид.

## Поширення
Він широко поширений у всьому світі, і види зустрічаються практично скрізь, крім полярних регіонів та деяких віддалених островів. Також вони не дуже різноманітні в Східній і Південно-Східної Азії, або в Африці.

## Опис
Це дрібні, стрункі мухи блискучого чорного кольору, майже позбавлені волосків та щетинок. Куляста голова несе великі очі з великими гранями. Присутні три простих вічка (оцелюси). Двочленикові антени короткі. Вертикальний, жорсткий хоботок коротший за голову. Грудина довша, ніж широка. Стрункі ноги мають мікроскопічні волоски, але щетини немає. Передні стегна дещо потовщені. У самців деяких видів на середній стегновій або гомілкової кістках знизу є невеликі колючки. Крила вузькі, коста закінчується на четвертій жилці, а іноді потовщується поза вставкою першої жилки. Деякі види мають одну або дві темні смуги на крилах.

## Види
- T. acklandi Chvala, 1973
- T. aemula (Loew, 1864)
- T. alteropicta (Becker, 1889)
- T. annulimana Meigen, 1822
- T. arrogans (Linnaeus, 1761)
- T. calcanea (Meigen, 1838)
- T. calcarata (Strobl, 1910)
- T. carpathica Chvala, 1966
- T. catalonica (Strobl, 1906)
- T. caucasica Chvala, 1970
- T. connexa Meigen, 1822
- T. costalis (von Roser, 1840)
- T. denticulata (Oldenberg, 1912)
- T. edenensis Hewitt & Chvala, 2002
- T. excisa (Loew, 1864)
- T. halidayi (Collin, 1926)
- T. halterata (Collin, 1926)
- T. incompleta (Becker, 1900)
- T. interrupta (Loew, 1864)
- T. lundstroemi (Frey, 1913)
- T. microptera (Loew, 1864)
- T. monserratensis (Strobl, 1906)
- T. morio (Zetterstedt, 1838)
- T. nigerrima (Bezzi, 1918)
- T. obsoleta (Strobl, 1910)
- T. ornatipes (Becker, 1890)
- T. parva Chvala, 1970
- T. productipes (Strobl, 1910)
- T. pseudointerrupta Chvala, 1970
- T. punctifera (Becker, 1900)
- T. rhyacophila Chvala, 1995
- T. sabulosa Meigen, 1830
- T. schnitteri Stark, 1994
- T. smithi Chvala, 1966
- T. styriaca (Strobl, 1893)
- T. subarrogans Kovalev & Chvala, 1985
- T. terricola Zetterstedt, 1819
- T. tuberculata (Loew, 1864)
- T. umbrarum Haliday, 1833
- T. undulata (Strobl, 1906)
- T. woodi (Collin, 1926)